# Альсерио (озеро)
Альсерио (итал. Lago di Alserio) — озеро в итальянской провинции Комо в районе Брианца региона Ломбардия. На его берегах расположены коммуны Эрба, Албавилла, Альсерио и Монгуццо. Озеро является частью Регионального парка Валле-дель-Ламбро (итал. Parco regionale della Valle del Lambro), региональный парк долины Ламбро. Вдоль восточного берега находится заповедник Riva orientale del Lago di Alserio.